# 바실레우스
바실레우스(고대 그리스어: Βασιλεύς, 현대 그리스어: Βασιλεύς 바실레프스[*])는 그리스어로 군주를 의미하는 단어이다. 이집트어 어근인 파세르(Paser)/파시로(Pasir)에서 유래했으며 초기에는 고관 또는 군대의 사령관을 나타냈다.
고대 그리스어에서는 '바실레우스'로 발음되었지만 이후 '바실레프스'로 발음이 변화하고 이것이 현대 그리스어까지도 이어지고 있다.

## 고대 시대
이 단어가 이집트어 바시르와 유사한 점으로 보아 함족어 기원 가능성이 가장 높다. 이 단어는 그리스어 명사와 친족어이나, 미케네 그리스어로는 콰시레우(qasirewu)이다.
고대 시대에, 바실레우스(βασιλεύς)는 과두 정치에 있어서 같은 직무와 군대에서 다른 어떤 사람들보다 고귀한 혈통임을 타나냈다. () 그 때에, 더 높은 칭호로 왕을 뜻하는 와낙스(wanax)가 있었다. 호메로스에서 왕은 성스러운 존재이며 하느님은 언제나 왕이시라고 하지만, 왕이 바실레우스라는 언급은 없다. 와낙스가 정계에서 물러나고, 그 후에, 미노스 왕 때에 들어서 바실레우스는 점차 왕을 뜻하게 되었다.
나중에는 페르시아의 왕이 전제 군주를 뜻하는 유사함축어로 사용하기도 하였으며, 고대 후기부터 이 단어의 발음이 바실레우스에서 바실레프스로 변화하기 시작하였다.

## 동로마 제국
이 시기에 바실레프스는 라틴어로 로마 황제를 일컫는 칭호 중 하나인 '아우구스투스'를 대체했다. 동로마 제국은 7세기의 전반기부터 이 칭호를 사용했고, 페르시아 제국을 격퇴하고, 헤라클리우스 황제에 의해 알려졌다. 이 칭호의 총제적 명칭은 황제와 동등함을 의미하는 바실레프스 톤 로메온(Βασιλεὺς τῶν Ῥωμαίων)이다. 동로마는 1453년에 오스만 제국에 의해서 콘스탄티노플이 함락될 때까지 그 칭호를 사용했다. 이 칭호의 마지막 보유자는 콘스탄티누스 11세 팔라이올로고스이다. 조이 여제와 같은 여왕들이 이 칭호를 사용하기도 하였다. 동로마와 관련된 다양한 기록들과 비문들에서 가변적이고 특징적으로 이 칭호가 수반 되는 것으로 보아 여러 황제들이 공식적으로 이 칭호를 사용했다는 사실을 알 수 있다.

## 근대 그리스
그리스 왕국의 군주 칭호로 사용되었다.

## 참고 문헌
1. ↑  (서사시 인용)Alfonso Mele, Elementi formativi degli ethne greci e assetti politico-sociali, in Storia e civiltà dei Greci, vol. 1, Origini e sviluppo della città. Il medioevo greco, Bompiani, Milano 1979 (ristampa nei "Tascabili", 2000), pp. 49-50 e 60-63.
2. ↑  Mele, ibid, p.60

## 참조
- (이탈리아어) Charles Diehl, La civiltà bizantina, 1962, Garzanti, Milano.
- (이탈리아어) Alain Ducellier, Bisanzio, Michel Kaplan 2005.

## 같이 보기
- 동로마 제국
- 동로마 제국의 황제 목록
- 동로마 제국의 관직과 칭호